# Kamenice nad Lipou (stacja kolejowa)
Kamenice nad Lipou – stacja kolejowa w miejscowości Kamenice nad Lipou, w kraju Wysoczyna, w Czechach. Znajduje się na linii 228 Jindřichův Hradec – Obrataň, na wysokości 550 m n.p.m..  

## Linie kolejowe
- 228: Jindřichův Hradec – Obrataň